# Butrint
Butrint (grčki: Βουθρωτό, Bothrota) je arheološka lokacija u južnoj Albaniji koje se od 1992. godine nalazi na UNESCO-ovom popisu zaštićenih spomenika svjetske baštine. Nalazi se blizu grada Saranda, na manje od 10 kilometara od otoka Krfa i povezan je sa Sredozemnim morem kanalom Vivari koji vodi od jezera Butrinti do Jonskog mora. Prostire se na 3980 hektara, a od 1997. do 2005. godine nalazio se na UNESCO-ovoj listi ugroženih spomenika zbog pljačke. 

## Povijest
Butrint je naseljen još u prapovijesti, a bio je i grčka kolonija, rimski grad i sjedište biskupije. Vrhunac je doživio u 4. st. pr. Kr. kada je imao oko 10.000 stanovnika. Iz tog vremena očuvane su kiklopske zidine (6 m), akropola, Asklepijevo kazalište i hram, te oko stotinu natpisa na starogrčkom. 
Nakon što je proživio godine prosperiteta u Bizantskom carstvu, kratko vrijeme su ga okupirali Mlečani (1386.). Napušten je u kasnom srednjem vijeku kada se u njemu stvorila močvara koja je polako okupirala grad i prijetila bolestima. 
Ponovno su ga otkrili talijanski arheolozi I. Ugolini, P. Marconi i D. Mustili, koji su pokrenuli sustavna iskapanja od 1928. do 1941. godine koja su dovršili albanski arheolozi nakon Drugog svjetskog rata. Pokazalo se da su mulj i močvarna vegetacija zaštitile brojne vrijedne spomenike. Današnja arheološka lokacija je prepuna ostataka koji predstavljaju svaki od razdoblja u kojima se grad razvijao.
- Bazilka u Butrintu
- Ostaci krstionice iz 6. stoljeća
- Bazilika u Butrintu
- Prilaz Butrintu
- Srednjovjekovne zidine

## Vanjske poveznice
- Galerija fotografija
- Butrint na službenim stranicama UNESCO-a
- Butrint na Albania.com  Arhivirana inačica izvorne stranice od 15. travnja 2009. (Wayback Machine)